# Біолюмінесценція

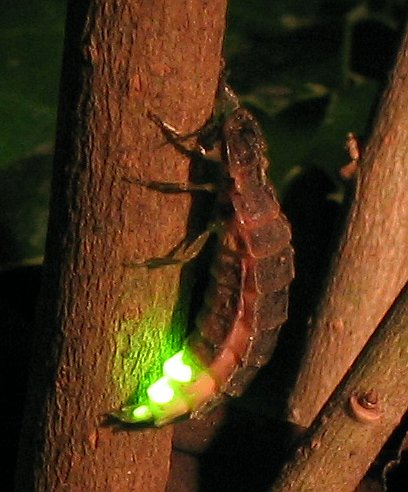
Біолюменісценція звичайного світлячка Lampyris noctiluca

Біолюмінесце́нція (грец. βιος — життя і лат. luminiscens — що світиться) — явище світіння живих організмів. Хемолюмінесценція, що супроводжує хімічні процеси в живих організмах. Вона генерується в каталізованих ензимами реакціях, зокрема при окисненні люциферину люциферазою. В переважній більшості випадків в таких реакціях бере участь аденозинтрифосфат.

## Загальна характеристика
Біолюмінесценція досить поширена в природі: світяться в темряві деякі види бактерій (фотобактерії), найпростіших, грибів, молюсків, риб тощо. З комах, що світяться, загальновідомі жуки-світляки. У Чорному та Азовському морях влітку часто можна спостерігати світіння води вночі, яке зумовлюється біолюмінесценцією одноклітинної тварини ночосвітки (Noctiluca miliaris).
Біолюмінесценція виникає в результаті процесів біологічного ферментативного окиснення, яке відбувається з участю ферменту люциферази. При допливі кисню воно звичайно посилюється, тому біолюмінесценцію морських організмів часто можна спостерігати як «світловий слід» за кормою корабля. Світіння багатьох організмів, зокрема морських безхребетних і риб, зумовлюється наявністю фотобактерій. Світіння трухлявої деревини — біолюмінесценція грибниці опеньків та інших грибів.
Явище біолюмінесценції спричинює ефект світіння моря, озера, який виникає коли поверхневі шари моря чи океану наповнені мікроорганізмами, здатними до біолюмінесценції, внаслідок чого схоже, ніби водойма світиться із середини.

## Історія досліджень

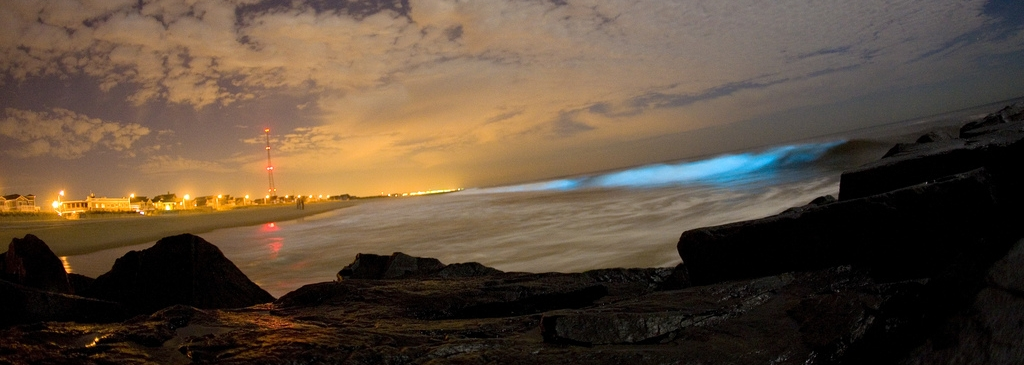
Світіння моря, обумовлене динофлагелятами (гребінь хвилі)

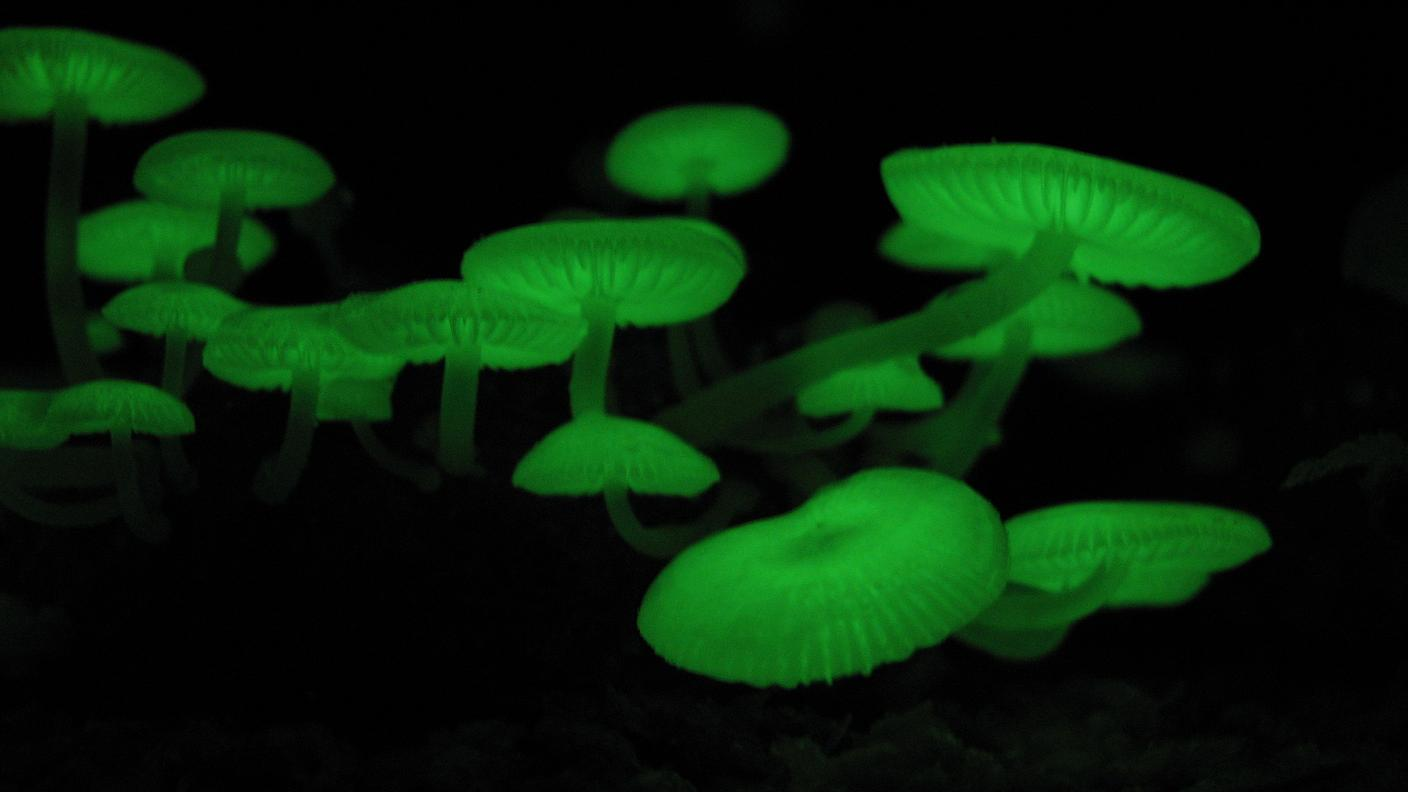
Світні гриби

Світіння живих організмів відзначали ще античні автори — Пліній Старший в своїй «Природнича історія» згадує світіння морських організмів, багато авторів описували світіння моря. Проте вивчення природи біолюмінесценції починається із 1668 року, коли Роберт Бойль, найвідоміший представник пневмохімії, котрий вивча процеси горіння, помітив подібність між процесами горіння вугілля і світіння гнилиць — Бойль, використовуючи збудований ним вакуум-насос, продемонстрував, що в обох випадках світіння зникає, якщо видалити повітря (тобто кисень).
У січні 2021 року біля Нової Зеландії вчені виявили біолюмінесценцію у трьох видів глибоководних акул:
- Ліхтарна акула чорночерева;
- Ліхтарна акула південна;
- Акула чорна.

Всі три види мешкають у так званій присмерковій зоні океану на глибині 200-1000 метрів, куди практично не проникає сонячне світло. Ці акули — найбільші хребетні, що світяться. Довжина чорної акули досягає 2 м.

## Біологічні функції
Біолюмінесценція виконує такі біологічні функції:
- Приваблення здобичі або партнерів
- Комунікація
- Попередження або погроза
- Відлякування або відволікання
- Маскування на тлі природних джерел світла (контросвітлення)

У багатьох випадках функція біолюмінесценції в житті окремих організмів з'ясована не до кінця, або взагалі не вивчена.
У грибів біолюмінесценція приваблює комах та інших тварин, що розносять спори.